# Marian Măuță
Marian Măuță (Bucarest, 1 de febrero de 1976 - ibídem, 24 de noviembre de 2013) fue un futbolista profesional rumano que jugaba en la demarcación de centrocampista.

## Biografía
Marian Măuță debutó como futbolista profesional en 1993 a los 17 años de edad con el FC Tractorul Brașov. Jugó durante cuatro temporadas en el club, habiendo marcado cuatro goles en 63 partidos jugados. Tras un breve paso en 1997 por el FC Sportul Studențesc București volvió al FC Tractorul Brașov por una temporada. En 1998 fue traspasado al FC Brașov. Ganó la Liga II en la temporada 1998/99. En 2001 dejó el equipo para someterse a una cirugía de corazón realizada en una clínica en Israel. Un año después, en 2002 fichó por el FC Bihor Oradea, retirándose finalmente al término de la temporada debido a su enfermedad. 
Marian Măuță falleció el 24 de noviembre de 2013 en Bucarest a los 37 años de edad.

## Clubes
| Club                            | País    | Año         | Partidos | Goles |
| ------------------------------- | ------- | ----------- | -------- | ----- |
| FC Tractorul Brașov             | Rumania | 1993 - 1997 | 63       | 4     |
| FC Sportul Studențesc București | Rumania | 1997        | 5        | 0     |
| FC Tractorul Brașov             | Rumania | 1997 - 1998 | 26       | 3     |
| FC Brașov                       | Rumania | 1998 - 2001 | 79       | 7     |
| FC Bihor Oradea                 | Rumania | 2002 - 2003 | 25       | 1     |

## Palmarés
FC Brașov
- Liga II: 1999